# William De Morgan

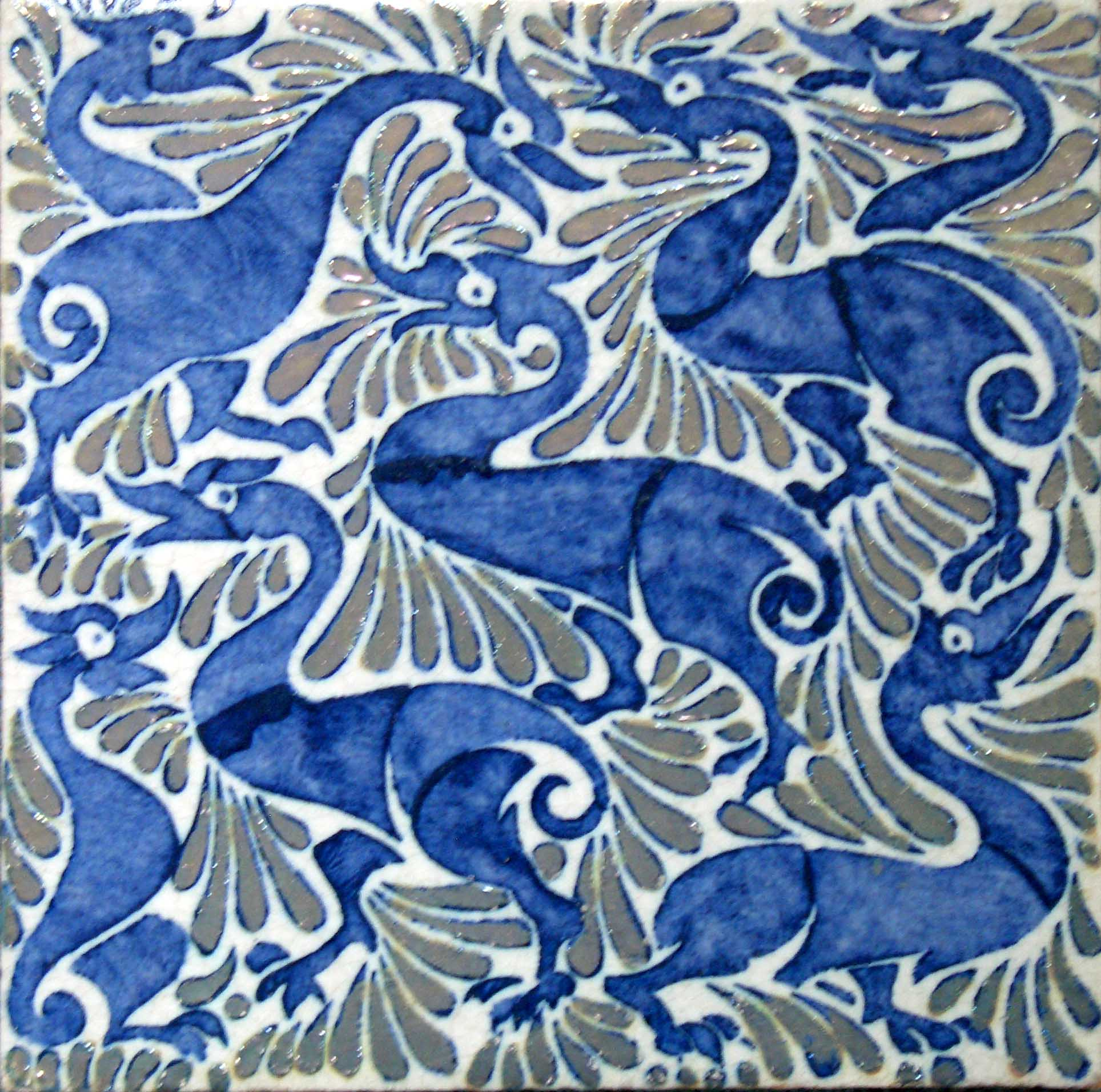

William Frend De Morgan, född 16 november 1839 i London, död där den 5 januari 1917, var en ledande keramiker i den engelska Arts and Crafts-rörelsen. Han var son till den brittiske matematikern Augustus de Morgan. 

## Biografi
Vid 16 års ålder började William De Morgan studera klassiska ämnen vid University College men var ointresserad av det och tog aldrig någon examen. De Morgan började ta teckningslektioner på kvällarna och intresset för detta ledde till att han  istället började studera vid Academy Schools of Art 1859. 1863 mötte han för första gången William Morris och blev god vän med denne, och senare också med Edward Burne-Jones. De Morgan blev snart inblandad i arbetet på William Morris företag Morris, Marshall, Faulkner & Co och designade glasmålningar och även ett litet antal kakelplattor.
I sin bostad vid Fitzroy Square hade De Morgan en keramikugn där han under 1860-talet experimenterade med glasering och andra keramiska tekniker, det är okänt om han sålde något under denna period. Efter en brand blev han tvungen att flytta sin verksamhet till nya lokaler i Chelsea där han byggde upp en ordentlig verkstad med flera anställda. Det är okänt vem som finansierade den nya verksamheten. De Morgan skötte den grafiska designen och övervakade sedan sina anställda som målade keramiken och skötte bränningen i ugnarna. De flesta tidiga produkterna bestod av odekorerade kakelplattor som köptes från Holland och som sedan målades och brändes.
Under hela sin karriär tillverkade De Morgan en mindre mängd kakelplattor till William Morris efter dennes designer och Morris var även en viktig återförsäljare av De Morgans produkter. I början var hans designer påverkade av Morris men med tiden utvecklade han en egen distinkt stil och skapade med tiden en stor mängd bilder föreställande främst växter och djur. I början var de tydligt heraldiskt inspirerade men blev med tiden mer naturalistiska. Djuren har ofta en tydlig karaktär men utan att bli  antropomorfistiska. Designerna blev mer och mer populära och under Chelsea-perioden fick man beställningar av en rad högt uppsatta personer, däribland den ryske Tsaren.
Både De Morgan och Morris var framgångsrika och behövde expandera och började gemensamt leta efter en lämplig plats. Platsen de fann var Merton Abbey, även om deras verkstäder kom att ligga en bit ifrån varandra. Här hade man även egen tillverkning av keramikföremål. Företaget låg vid Merton Abbey mellan 1882 och 1888.  1887 gifte sig den 48-årige De Morgan med Evelyn Pickering som var en välkänd målare i prerafaelitisk anda.
Eftersom tomten i Merton Abbey med tiden blev för liten och fabriken ansågs ligga för långt från London så flyttade man 1888 till Fulham. Samtidigt fick De Morgan problem med hälsan och man misstänkte tuberkulos så därefter tillbringade han vintrarna i Italien. Det påverkade hans möjligheter att ordentligt sköta sitt företag som samtidigt började få svåra ekonomiska problem. 1907 drog han sig slutligen ur sitt företag efter en lång nedgångsperiod och överlät det som ekonomisk kompensation till en grupp anställda.
Efter att ha dragit sig tillbaka från sin karriär som keramisk designer så blev De Morgan något oväntat en framgångsrik författare och publicerade åtta romaner över en tioårsperiod från och med 1905. William De Morgan blev sjuk under julen 1916 och dog ett par veckor senare.